# Bigesch

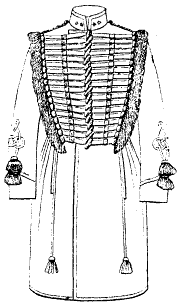
Bigesch för svenska kavalleriet, m/1858

Bigesch (franska biguèche, ursprungligen från ungerska bekecs, "pälsrock") är en lång rock prydd med snören och tofsar. Den användes tidigare som uniformsrock för officerare och underofficerare vid det svenska kavalleriet, motsvarande syrtut vid övriga truppslag.
Plagget började användas av officerare i slutet av 1700-talet.
Idag är bigesch m/1858 av mörkblått kläde reglementerad för kavalleridelen av Livgardet och får bäras av officerare och underofficerare vid enskilt uppträdande som liten/stor paraddräkt eller som daglig dräkt.